# Al-Muwatta
Al-Muwatta (en arabe : الموطأ) est un ouvrage de jurisprudence islamique (fiqh) rédigé par l'imam Malik ibn Anas (mort en 795). Il est considéré comme le plus ancien traité de jurisprudence islamique et de ahadith,, les traditions du dernier prophète de l'islam qui constituent avec le Coran la principale source base du fiqh.
Avec les recueils Sahih al-Bukhari, Sahih Muslim et le Musnad de l'imam Ahmad, Al-Muwatta est l'une des principales références du hadith. L'ouvrage recense 1720 ahadith. Ceux-ci sont organisés de manière thématique à travers 61 chapitres.

## Authenticité
Imam Malik a composé le Muwatta sur une période de quarante ans pour relater le « parcours exemplaire » des habitants de Médine. Son nom signifie également qu’il s’agit d’un livre qui est « approuvé à plusieurs reprises » — son contenu a été approuvé à l'unanimité par la population de Médine. Le recueil est considéré de qualité par les théologiens islamiques et les écoles de Fiqh et les imams spécialiste en hadiths sont sûrs de son authenticité. La version la plus courante et la plus représentative de l'ouvrage original est celle de Yahya ibn Yahya al-Laythi (en), si bien que lorsqu'on parle du Muwatta sans précision supplémentaire c'est généralement celle-ci qui est désignée,. Parmi les autres versions connues, on peut citer celles de Mouhammad Al-Shaybânî (qui y adjoint les avis d'Abou Hanifa et des ouléma d'Irak, là où Yahya ibn Yahya al-Laythi rapporte ceux de Malik et des ouléma de Médine), d'Abou Mous'ab Az-Zouhri ou encore d'Ibn Wahb,,.
L'imam Al-Shafi'i a dit : « il n'existe pas sur la face du monde un seul livre — après le Livre de Dieu — qui soit plus authentique que le livre de Malik ».

## Commentaires de l'ouvrage
En raison de son importance de l'ouvrage pour la jurisprudence, Al-Muwatta a été l'objet de plusieurs commentaires, en particulier par des savants malékites mais également d'autres écoles de jurisprudence.
- Sharh al-Muwatta
- Awjâz al-Massalik de Muḥammad Zakarīyā al-Kāndahlawī
- Sharh al-Muwatta al-Malik de Muhammad al-Zurqani : commentaire en quatre volumes populaire en raison de sa simplicité. Considéré comme le fondement de trois autres commentaires du Muwatta, le Tamhid et le Istidhkar de Yusuf ibn Abd al Barr, ainsi que le Al-Muntaqa d'Abou Al-Walid Al-Baji (un autre célèbre savant malikeiste d’Espagne).

- Yusuf ibn Abd al Barr. Un célèbre érudit en hadiths et un juriste Malikeiste d’Andalousie. Il a écrit deux commentaires sur le Muwatta, chaque collection comportant plus de 20 volumes. Le premier a reçu le nom de Al-Tamhid et a été organisé en fonction des narrateurs qui ont repris le texte de Malik, car il contient des renseignements biographiques sur chacun des narrateurs de la chaîne. Le deuxième est intitulé Istidhkar et il s’agit davantage d’une exégèse juridique des Hadiths contenus dans le livre qu’une étude critique des hadiths, comme c’était le cas pour la précédente. Il a été dit que le Istidhkar a été écrit après le Tamhid, Ibn Abd al Barr lui-même y fait allusion dans son introduction. Toutefois, à un examen minutieux, il apparait que l'auteur a procédé à des révisions sur les deux à la fois après leur achèvement en raison de l’existence de références croisées retrouvées dans les deux ouvrages. Yusuf ibn Abd al Barr a également écrit un certain nombre d'autres œuvres importantes telles que le Kitab al-Kafi dans le domaine de la jurisprudence Malikeiste et le « Jami al-bayan Ilm » sur la classification des connaissances[source insuffisante].
- L'imam as-Suyuti, savant chaféite d’Égypte a écrit un petit commentaire de Al-Muwatta.

- Mohamed Tahar Ben Achour : savant malikite zeitounien. Il a écrit un illustre commentaire sur Al-Muwatta intitulé Kachf Al Mughatta min Al Ma'ani wa al Alfadh Al Waqi'a fi Al-Muwatta.

## Composition du Al- Muwatta
Le Muwatta se compose d'environ 1 720 hadiths répartis comme suit :
- 600 marfu hadith ;
- 613 mauquf hadith ;
- 285 maqtu hadith ;
- 222 Mursal hadith.